# Batymetrie

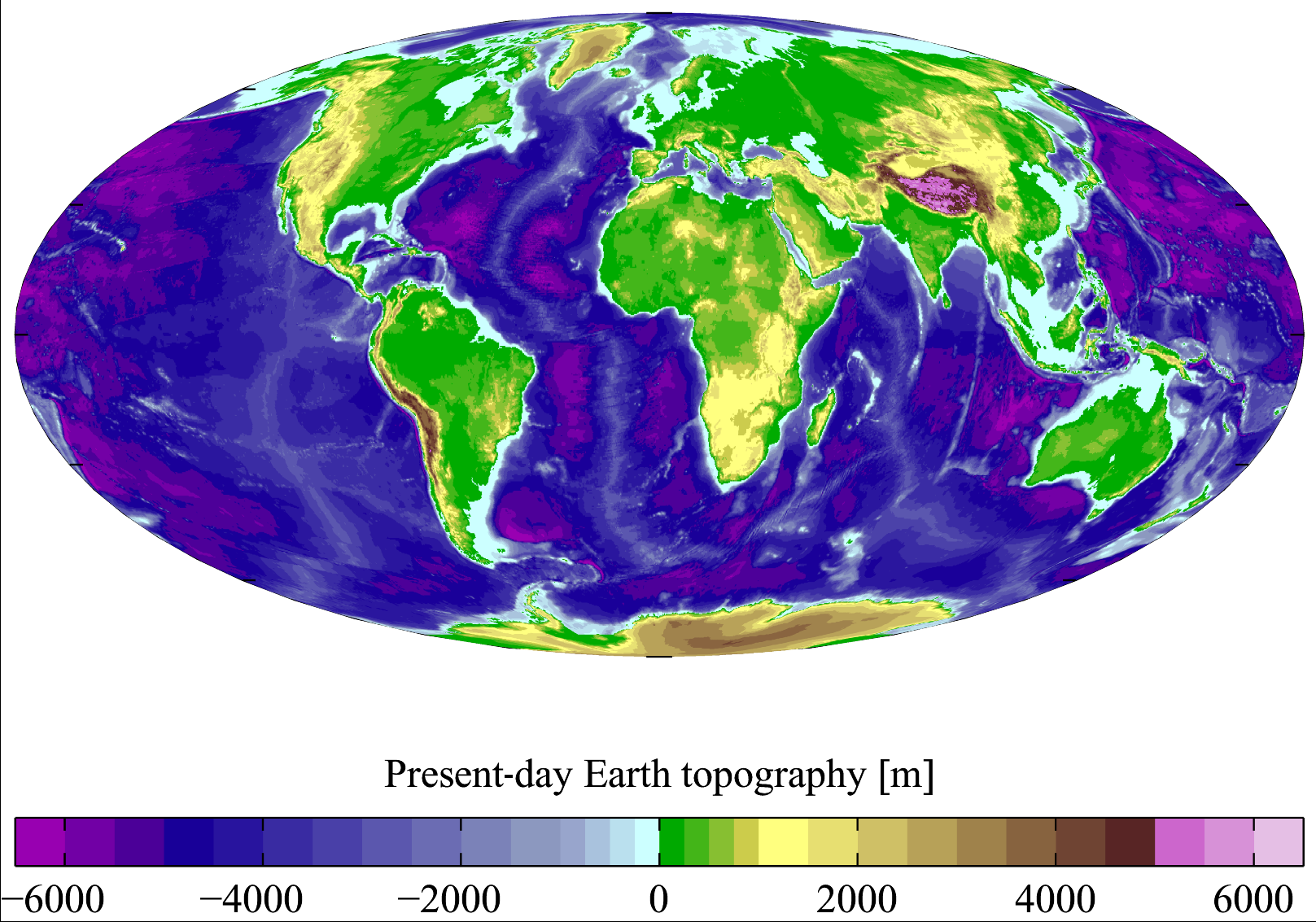
Mapa hloubky moří (i výšky suchého terénu) na Zemi

Batymetrie (z řeckého βαθυς, hloubka, a μετρον, míra) je obor zabývající se měřením hloubky moře. Jedná se vlastně o podvodní podobu hypsometrie. Výsledky se vyjadřují v podobě batymetrických map.